# アミット・トリヴェディ
アミット・トリヴェディ（Amit Trivedi、1979年7月11日 - ）は、インドの作曲家、音楽監督、歌手、作詞家。舞台音楽の作曲家として活動した後、2008年に『Aamir』で映画音楽の作曲家としてデビューする。2009年公開の『デーヴ・D』で国家映画賞 音楽監督賞など複数の賞を受賞するなど批評家から高い評価を得ている。

## 生い立ち
サルセット島バンドラのグジャラート人家庭に生まれる。若年期のころの音楽との接点は祈りの歌とグジャラート・フォークソングのみだった。一家の故郷はグジャラート州アフマダーバードである。

## キャリア

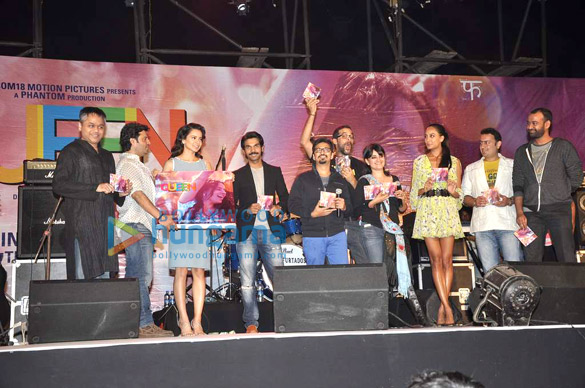
『クイーン 旅立つわたしのハネムーン』のイベントに出席するアミット・トリヴェディ（中央）

トリヴェディは若いころに電子音楽の魅力に惹かれ、さらにインドの伝統音楽の強い影響を受けて次第に音楽に興味を抱くようになった。19歳から20歳のころに作曲活動を始め、大学時代にはバンドグループ「Om」に参加して地元の小規模なライブに出演していた。出演したライブで注目を集めた「Om」はアルバム販売をオファーされたが、プロモーション不足のため失敗している。その後、舞台やテレビ番組の背景音楽、マラーティー語映画のプログラミング、ダンディヤ・ラース、ライブパフォーマンス、オーケストラなどの分野で活動した。またマクドナルドやバーティ・エアテルの広告作曲も手掛けている。オーディオ・ガレージ・レコーディングスタジオのオーナーであるアルヴィンド・ヴィシュワカルマにソニーBMGを紹介された後、トリヴェディは映画以外のアルバム作曲も手掛けるようになった。同社との仕事の中ではアビジート・サワントの「Junoon」やプラシャント・タマングのデビューアルバムの作曲を手掛けている。
トリヴェディは、友人でプレイバックシンガーのシルパー・ラーオがアヌラーグ・カシャップに彼を紹介したことをきっかけに、映画音楽の作曲を手掛けるようになった。カシャップは『デーヴ・D』の映画音楽を手掛ける作曲家を探しており、トリヴェディに作曲を依頼したものの製作に遅れが生じたため、彼はカシャップの推薦でラージ・クマール・グプタの『Aamir』の作曲を手掛けることになった。その結果、トリヴェディの映画音楽作曲家デビュー作は同作となり、批評家から映画音楽作曲家として認知されるようになった。
2009年に入り『デーヴ・D』が公開され、公開に先立つ2008年12月に18曲が収録されたサウンドトラックが発売された。このうちトリヴェディが作詞したのは「Aankh Micholi」1曲であり、この他にプレイバックシンガーとして5曲歌っている。彼は同作の作曲で高い評価を受け、第55回フィルムフェア賞ではR・D・ブルマン賞と作曲賞を受賞しており、国家映画賞 音楽監督賞も受賞している。同年には『Wake Up Sid』の曲「Iktaara」、ロイヤル・チャレンジャーズ・バンガロールのチーム曲「Game for More」、テレビ番組「ビッグ・スイッチ」のテーマ曲の作詞も手掛けている。2018年に参加した『盲目のメロディ〜インド式殺人狂騒曲〜』ではボリウッド映画ジャーナリスト賞の音楽監督賞を受賞した。また、アミターブ・バッチャンのテレビ番組「Aaj Ki Raat Hai Zindagi」のテーマ曲も作曲している。

## ライブ活動

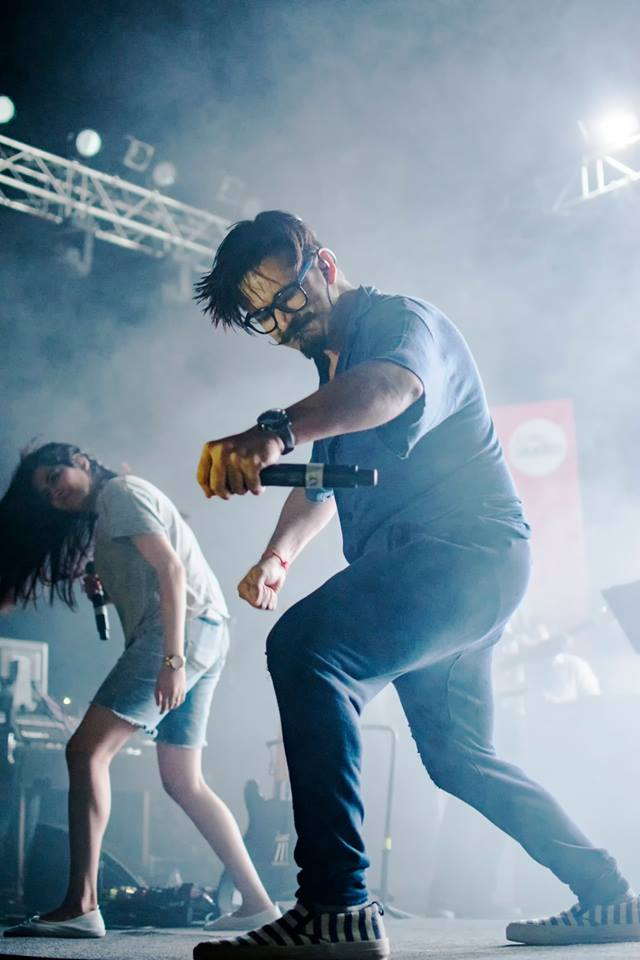
ライブ中のアミット・トリヴェディ（2016年）

2010年12月23日に初めてムンバイのムード・インディゴでライブパフォーマンスを行った。コンサートにはトーチ・ライナ、アミターブ・バッタチャーリヤ、ニキル・デソウザ、ラージャ・ハサン、アディティ・シン・シャルマ、シュリラーム・アイヤルが共演している。2013年11月22日にはバンガロールでコンサートを開催し、トーチ・ライナ、シュリラーム・アイヤル、ターンヴィー・シャー、ミリと共演した。また、プネー、デリー、ハイデラバードで開催された音楽祭バカルディNH7ウィークエンダーにも出演している。2016年1月にデリーのインド貿易学院の年次祭に出演し、2月1日にはスプリング・フェストでニーティ・モハン、ディヴィヤ・クマールと共演した。2017年3月19日にグジャラート州立法科大学のイベントに参加し、同月26日にゴグティ工科大学のイベントにディヴィヤ・クマール、ジョニタ・ガンディーと共に出演している。
第9回ミルチ音楽賞では各州の人気フォークソングの要素を取り入れた祭典歌を作曲した。2018年1月20日にネールールの大学のイベントにジョニタ・ガンディー、シャシュワット・シン、アルン・クマール、ヤシタ・シャルマと共に出演し、翌21日にはIIT BHUフェストに出演している。2月7日にK・J・ソマイヤ工科大学のイベントに出演し、同月16日にはデリー工科大学の学園祭エンジフェストに出演した。翌17日にVIT大学のイベント「リヴィエラ」に出演し、同月24日にガンディーナガルで開催されるグジャラート州最大の学園祭シナプスに出演した。3月16日にヒンドゥー大学のイベント「メッカ」に出演している。10月にはルールキー工科大学のトムソーに出演している。